# Micene di Sagitter
Micene di Sagitter (射手座のアイオロス?, Sagittarius no Aioros) è un personaggio immaginario della serie anime e manga I Cavalieri dello zodiaco.
È il Cavaliere d'oro appartenente alla costellazione del Sagittario e fratello maggiore di quello del Leone Aiolia.
Appare sia nel manga classico che nei suoi adattamenti animati (la serie televisiva degli anni ottanta e gli OAV di Hades) e ha vari camei in altri manga ed è il protagonista in un capitolo speciale(Episodio O) presente nella nuova edizione del manga classico Saint Seiya Final Edition e nel prequel I Cavalieri dello zodiaco - Episode G di Megumu Okada, dov'è anche protagonista della storia del Volume 0 (intitolata appunto La storia di Aiolos, in originale Aiolos Hen), mentre una sua versione di una dimensione alternativa è uno degli antagonisti principali de I cavalieri dello zodiaco - Episode G: Assassin dello stesso autore.
Alla sua prima apparizione italiana viene chiamato con il nome originale, Aiolos (Αἴολος, forma originale del nome del dio greco Eolo), mentre nella prima edizione italiana del manga viene mantenuto il nome italiano, cambiando però il nome della costellazione da "Sagitter" a "Sagittario". Nella successiva edizione della Star Comics del manga del 1986 e nella traduzione Panini di Episode G si è usata la forma Aiolos del Sagittario.

## Creazione e concezione
Come altri personaggi Micene fu inizialmente disegnato dall'autore Masami Kurumada con i capelli biondi, diventati poi castani nell'anime per avere un maggiore contrasto con la sua armatura; questo colore è stato poi ripristinato in Episode G e nel suo prequel pubblicato sullo speciale Volume 0 del manga di Okada.
Kurumada ha dichiarato di non avere inserito Micene tra i Cavalieri resuscitati durante l'arco narrativo di Hades perché avrebbe dato l'impressione che lui e Saga fossero due persone simili.

## Storia
(Iscrizione sulla parete della nona Casa del Sagittario)

### Manga classico
Aiolos, cavaliere d'oro del Sagittario, muore dopo avere salvato la reincarnazione della dea Atena, la neonata Saori Kido, da Saga di Gemini, avendo scoperto che quest'ultimo aveva usurpato il titolo di Grande Sacerdote con l'intenzione di approfittare di tale carica per conquistare il Grande Tempio e poi il mondo. Aiolos, colpevole di avere scoperto l'inganno, viene dichiarato traditore ed è costretto a fuggire per mettere in salvo la piccola, non prima però di avere lasciato scritto il suo testamento spirituale su uno dei muri della Casa da lui presieduta.
Nella fuga si imbatte in Aphrodite dei Pesci, Shura del Capricorno e Death Mask del Cancro, che cercano di fermarlo, ma li blocca con la sua tecnica Shadow Arrow. Viene raggiunto dai tre, liberatisi, e affronta Shura, che lo ferisce mortalmente e lo costringe a nascondersi nei pressi del Grande Tempio: lì incontra Mitsumasa Kido, a cui affida la piccola Atena e lo scrigno contenente la sua armatura prima di spirare.
Durante la battaglia alle dodici case i quattro cavalieri di bronzo passano per la nona casa: lì si imbattono nell'armatura del Sagittario (temporaneamente sparita dalla circolazione) che colpirà il muro rivelando il suo testamento spirituale rivolto proprio a loro: Vi affido Atena. Aiolos.
Più di una volta nella storia, tuttavia, lo spirito del cavaliere, che governa ancora la sua armatura, proteggerà Seiya, suo probabile erede spirituale, Atena e la giustizia: aiuterà il giovane, per esempio, durante lo scontro a Nuova Luxor contro suo fratello minore Aiolia.
Durante la guerra sacra contro Ade il suo spirito si riunisce al fratello e agli altri Cavalieri d'Oro, con cui unisce le forze per creare una luce simile a quella del Sole per creare un varco nell'impenetrabile Muro del Lamento che divide l'Inferno dall'Elisio.

### Saint Seiya Manga Classico Final Edition - Episodio O
Nella nuova edizione finale del manga classico la Saint Seiya Final Edition, vi è un nuovo capitolo dove ci viene mostrata la fuga di Aiolos del Sagittario dal Santuario di Athena dopo aver salvato la vita della neonata Athena(Saori Kido) dal falso Pope(Gran Sacerdote) Saga dei Gemelli. Durante la fuga Aiolos attraversa le 12 case dello zodiaco, nelle quali però viene inseguito e ferito gravemente dalle tecniche di 3 Gold Saint che hanno ricevuto ordine dal falso Pope Saga di uccidere Aiolos, questi 3 Gold Saint sono Aphrodite dei Pesci, DeathMask di Cancer e Shura del Capricorno. Aiolos comunque prima di morire riesce a fuggire dal Santuario e a salvare la piccola Athena, lasciando anche la famosa scritta all'interno della nona casa della zodiaco, per i futuri Saint. 
Sempre in questo capitolo ci viene mostrato che Saga dei Gemelli e Aiolos del Sagittario erano i 2 pretendenti al titolo di nuovo Pope(i due erano considerati i più forti e meritevoli tra tutti i Saint), è che il vecchio Pope(Shion) aveva scelto Aiolos come nuovo Pope a causa della personalità malvagia di Saga, ma Saga uccise il vecchio Pope e ne prese il posto.

### Serie animata
Nella versione animata la storia del personaggio è essenzialmente la stessa, con la differenza che è Mylock a narrare ai cavalieri dell'incontro fra Alman e Micene ricordando il momento in cui l'aveva sentito dal suo padrone; sono stati inoltre introdotti dei ricordi di Aiolia relativi all'addestramento con il fratello.
Sempre nell'anime è presente la scena della battaglia fra Micene e Shura: in essa il cavaliere del Sagittario viene inizialmente colpito senza che indossi la sua armatura ma poi questa si pone da sola a sua difesa; Micene indossa quindi la propria armatura e scaglia contro la parete rocciosa sulla quale si trova il suo avversario il Sacro Sagitter, provocandone il crollo. Shura si rialza ma, prima di colpirlo di nuovo, Micene nota che la piccola Atena, gattonando, è giunta ai piedi del suo avversario, che lo invita a scagliare nuovamente il suo attacco. Micene esita, e non scaglia il suo attacco per paura di ferire la piccola Atena, la situazione lo ha reso impotente e di conseguenza viene ferito mortalmente dalla tecnica di spada di Capricorn. Successivamente, recuperata la bambina, si nasconde nei pressi del Grande Tempio (secondo il doppiaggio italiano vicino al Partenone) dove poi incontrerà Alman.

### OAV
Nella trilogia di OAV I Cavalieri dello zodiaco - Saint Seiya - Hades Micene appare unicamente nell'episodio che vede il sacrificio dei Cavalieri d'Oro davanti al Muro del Lamento; rispetto alla versione a fumetti viene aggiunta una scena dove si ricongiunge con il fratello minore e un'altra in cui (prima di scoccare la sua freccia) si congeda da Shun e Seiya citando il suo testamento alla Casa del Sagittario.

### Soul of Gold
Nella serie ONA Soul of Gold i Cavalieri d'Oro del XX secolo ritornano in vita per un breve periodo, dopo la distruzione del Muro del Lamento, nei territori di Asgard come Einherjar. Insieme ad Aiolia e i suoi compagni Micene si scontra con il dio Loki per salvare Asgard; in questa serie Aiolos riuscirà a fare evolvere la sua Gold Cloth in God Cloth (armatura divina).

### Episode G

Micene (dietro Ioria) nella copertina di un volume del manga I Cavalieri dello zodiaco - Episode G.

Nella serie Episode G vengono mostrati la fuga di Micene, con in braccio la neonata Saori, e il successivo scontro con Shura, che si offrì volontario per inseguirlo in virtù della grande amicizia che li legava: il cavaliere della decima casa sperava di fare desistere l'amico e di convincerlo a tornare al Santuario, ma di fronte alla ferrea risolutezza di Micene si vide costretto a ingaggiare battaglia con lui. A differenza della serie animata in questo manga Micene rinuncia a difendersi davanti agli attacchi dei soldati e anche da Capricorn, in quanto non li considera suoi nemici.
Sebbene ferito gravemente il corpo e l'armatura del cavaliere non vengono ritrovati ma il Gran Sacerdote (in realtà Saga) fece credere a tutti che Micene fosse morto e fece anche esporre una copia dell'armatura del Sagittario come prova (verità di cui solo Shura è a conoscenza, con molti dubbi sull'effettivo tradimento dell'amico).
Micene appare anche in alcuni capitoli speciali: nel primo affronta i soldati di una divinità egizia, nell'altro sconfigge un'incarnazione del mostro mitologico Tifone e viene più volte ricordato da Aiolia e dal suo vecchio amico Galan in alcuni passaggi della storia.

#### Volume 0: La storia di Aiolos
Nel prologo di Episode G, pubblicato in Giappone come Numero 0, Micene è il protagonista di un'avventura ambientata in Egitto, qualche tempo prima della ribellione di Saga, insieme a Aiolia e all'archeologa giapponese Miko Hasegawa, alla quale si presenta come Lius (o Rius, a seconda delle traslitterazioni).
La sua missione è indagare su una misteriosa tomba nelle cui vicinanze gli spiriti dei morti prendono forma dopo essere venuti a contatto con l'ichor che esce dal sarcofago in essa custodito. Durante tale indagine il cavaliere affronta il dio serpente Apopi, ma sarà proprio la distruzione di quest'ultimo per mano di Micene a liberare Ponto dando inizio agli eventi di Episode G.
Questa storia ci concede l'opportunità di vedere Micene sotto una luce diversa da quella della serie classica, trasformandolo in un personaggio più umano e spesso protagonista di scenette divertenti con Miko e Aiolia (per esempio scopriamo che Micene aveva la passione dei souvenir, tanto da chiedere a Miko di pagare in quanto ha speso tutti i soldi che gli aveva dato il Grande Tempio e non poteva più tornare a casa) e che oltre al greco sapeva parlare bene anche l'inglese e il giapponese.

### Next Dimension
Aiolos appare in un cameo in Saint Seiya Next Dimension, sequel canonico del manga originale, dove, insieme agli altri undici Cavalieri d'oro, sotto forma di spirito aiuta Atena a uscire da una distorsione spazio-temporale.
Inoltre durante il duello tra il suo predecessore Gestalt del Sagittario e Hyoga del Cigno, si parlerà di Aiolos come il nobile Gold Saint del XX° secolo che è morto per salvare Atena, e che il suo successore come Gold Saint del Sagittario è Seiya. Addirittura la scritta situata nella casa del Sagittario, ultimo testamento di Aiolos, apparirà per alcuni secondi al suo predecessore, attraversando il tempo, per fargli capire il suo errore. .

## Armatura
Inizialmente l'armatura del Sagittario appariva ben diversa da quella definitiva: era infatti molto più grezza, priva delle decorazioni tipiche delle altre armature d'oro e aveva come uniche fessure quelle per gli occhi. Nell'episodio 37 dell'anime, quando Seiya indossa l'armatura sacra, questa appare nettamente diversa: l'elmo è diventato una corona, appaiono le ali (prima mancanti) e in generale l'intera vestigia è meno geometrica, decorata da fregi ornamentali e simile alle altre d'oro. Queste differenti versioni derivano dal fatto che la prima versione fu disegnata da Kurumada all'inizio nella storia e corrispondeva allo stile base, rozzo e geometrico, delle prime armature di bronzo.
All'inizio l'armatura del Sagittario era la sola armatura d'oro destinata ad apparire; quando però giunse l'enorme successo della serie la trama sui cavalieri d'oro prese forma e dal volume 6 del manga il cavaliere di Virgo fece la sua apparizione: il design della sua armatura era molto più elaborato del primo design di quella del Sagittario, che quindi fu interamente rielaborata da Kurumada per renderla conforme allo stile delle altre d'oro. Nel manga Kurumada cercò di spiegare questo cambio di stile parlando di una "vera" armatura e di una "falsa", poi ulteriormente chiarito da un voluto cambio dell'aspetto dell'armatura a opera di Alman proprio per impedire che venisse identificata, mentre nell'anime non esiste nessuna informazione circa il cambiamento e nessuno dei personaggi sembra farci caso. Più avanti nel manga Atena rivelerà a Ioria che suo nonno modificò l'armatura del Sagittario in modo da sfuggire alle ricerche di Gemini.
L'armatura del Sagittario è l'unica armatura d'oro, insieme a quella della Bilancia, a possedere un'arma: la freccia del Sagittario, tuttavia, non può ferire la dea Atena. Fatto curioso riguarda le ali, presenti nell'armatura in maniera decorativa (visto che non sembrano dotare il cavaliere che la indossa di poteri particolari): nella mitologia e nella rappresentazione della costellazione il Sagittario, infatti, è rappresentato come un centauro tendente un arco, ma totalmente privo di ali piumate. Tale scelta è stata fatta unicamente a scopo "estetico".

## Colpi
- Atomic Thunderbolt (アトミック・サンダーボルト?, Atomic Thunderbolt, lett. "Fulmine atomico"): tecnica presente esclusivamente nella serie animata e molto simile al Lightning Plasma di Aiolia e al Pegasus Ryu Sei Ken di Seiya, consiste in una serie di colpi portati alla velocità della luce che prendono la forma di sfere luminose. Nell'adattamento italiano è stato tradotto in Sacro Sagitter.
- Freccia d'Oro: Aiolos incocca una freccia d'oro, concretizzazione del suo cosmo, per poi espandere la sua energia e scoccarla verso un avversario; in Soul of Gold il cavaliere materializza arco e frecce di energia e sembra in grado di moltiplicare la freccia d'oro.
- Infinity Break (無限破砕?, Infiniti Bureiku): Aiolos proietta il suo cosmo verso l'avversario trasformandolo in numerosissime frecce d'oro che lo trafiggono; con questo attacco riesce a colpire ogni punto del campo di battaglia. Compare esclusivamente nei capitoli speciali e nel volume 0 Episode G, nel quale riesce a eliminare un intero battaglione di soldati egizi.
- Shadow Arrow (シャドウアロー?, Shadouarō): tecnica introdotta in Saint Seiya Final Edition Episode 0, Aiolos creare una freccia invisibile che egli conficca nell'ombra dell'avversario e come dice Aiolos, il potere di questa freccia blocca i movimenti dell'avversario che non può più camminare e muoversi finché la freccia sarà conficcata nell'ombra. Questa freccia è in grado di paralizzare per qualche minuto persino un Gold Saint.[15].

Nel manga di Megumu Okada supervisionato da Masami Kurumada Episode G: Assassin, la versione di una dimensione parallela di Aiolos fa uso delle tecniche proprie del fratello Aiolia (il Ligthing Bolt e il Lightning Plasma) oltre che di nuove tecniche basate sull'utilizzo dei fulmini:
- Lightning Flame: tecnica che genera un anello che viene lanciato contro l'avversario per circondarlo e poi superare i limiti della potenza del Fulmine e produrre fiamme di alta tensione in grado di distruggere il corpo dell'avversario. Viene presentata come una versione potenziata del Lighting Plasma che, prima di essere lanciata, necessita di passare attraverso due fasi denominate Flashover (in cui raggi del plasma vengono fatti convergere) e Arc Plasma (in cui Micene crea attorno a sé una sfera con i raggi fatti precedentemente convergere).
- Lightning Implosion (雷光爆縮?, Raitoningu Inpurōjon): versione potenziata della Zanna del Leone di Aiolia, consiste nel fare implodere la sfera di fulmini su sé stessa in modo da emettere scintille altamente distruttive.
- Lightning Telios (ライトニングテリオス?, Raitoningu Teriosu): tecnica che comprime il fulmine all'interno dell'utilizzatore per poi rilasciarlo a piena potenza in una volta sola in modo da distruggere l'avversario.
- Lightning Void (厳霊乃虚無?, Raitoningu Boido): tecnica che genera un vortice di fulmini neri e un vuoto assoluto in grado di tenere testa e respingere l'Urlo di Atena[16].
- Genro Majinken (幻朧魔神拳?, Genrō Majin Ken): versione potenziata della tecnica di Saga di Gemini, questo colpo sottomette completamente la mente dell'avversario aumentandone la sete di sangue e tingendo i suoi occhi di rosso[17].

## Apparizioni in altri media
L'immagine di Aiolos e la sua armatura appaiono in vari prodotti di merchandising, come card e modellini basati sulla sua versione classica. Il personaggio appare nei due videogiochi per Playstation 2 e come personaggio giocabile nel videogioco I Cavalieri dello zodiaco - Cronache di Guerra, nel quale è protagonista di una missione in cui il giocatore ripercorre la sua fuga dal Grande Tempio con la piccola Saori affrontando le guardie del tempio e i parigrado Aphrodite, Camus e Shura, e in Saint Seiya Brave Soldiers.
Aiolos appare in un cameo nel sequel diretto di Kurumada (Next Dimension)  dove, insieme agli altri undici Cavalieri d'oro, sotto forma di spirito aiuta Atena a uscire da una distorsione spazio-temporale e venendo poi ricordato successivamente durante lo scontro contro la sua controparte del 1700, Gestalt.
Sisifo, cavaliere del Sagittario nel manga di Shiori Teshirogi The Lost Canvas e negli OAV da esso tratti, è molto simile nell'aspetto fisico al Micene della serie animata e come lui ha la fama di essere il più nobile fra i Cavalieri d'oro.
Il personaggio viene nominato nell'anime Saint Seiya Ω quando due dei Cavalieri di bronzo protagonisti (Yuna e Kouga) attraversano la Nona Casa e vedono il suo testamento; lo stesso Seiya pronuncia poi le parole incise da Micene (A voi affido Atena) in un'occasione al nuovo gruppo di protagonisti.
Appare anche nel film I Cavalieri dello zodiaco: La leggenda del Grande Tempio.